# از روسیه، با عشق (رمان)
از روسیه، با عشق (به انگلیسی: From Russia, with Love) عنوان پنجمین رمان ایان فلمینگ است که داستان‌های جیمز باند — مأمور سرویس اطلاعات مخفی بریتانیا — را به روایت می‌کند. فلمینگ این رمان را در اوایل سال ۱۹۵۶ میلادی در ملک شخصی‌اش، «گلدن‌آی»، واقع در کشور جامائیکا نوشت و تصور می‌کرد که این رمان ممکن است آخرین اثر او در مجموعه داستان‌های جیمز باند باشد. از روسیه، با عشق نخستین بار در تاریخ ۸ آوریل ۱۹۵۷ توسط انتشارات جاناتان کیپ در بریتانیا منتشر شد.
داستان حول توطئه‌ای از سوی سازمان ضدجاسوسی شوروی، موسوم به «اسمرش» شکل می‌گیرد؛ که هدف آن، ترور جیمز باند و خدشه‌دار کردن اعتبار او و سازمان ام‌آی۶ است. روس‌ها برای به دام انداختن باند، از کارمند دلربای واحد رمزنگاری و دستگاه رمزگشای «اسپکتور» استفاده می‌کنند. بخش قابل توجهی از ماجرا در شهر استانبول و در قطار سریع‌السیر شرق رخ می‌دهد. ایان فلمینگ این رمان را پس از سفرش به ترکیه نوشت؛ او که به نمایندگی از نشریه ساندی تایمز و برای تهیه گزارش از کنفرانس اینترپل به ترکیه سفر کرده بود، از طریق قطار سریع‌السیر شرق به بریتانیا بازگشت. رمان از روسیه، با عشق به تنش‌های شرق و غرب در دوران جنگ سرد و بازتاب افول قدرت و نفوذ بریتانیا در دوران پس از جنگ جهانی دوم می‌پردازد.
رمان از روسیه، با عشق در زمان انتشار خود با استقبال گسترده منتقدان روبه‌رو شد. فروش کتاب با کارزار تبلیغاتی سفر نخست‌وزیر وقت بریتانیا، آنتونی ایدن، به ملک گلدن‌آی تقویت شد. به‌علاوه، انتشار مقاله‌ای در مجلهٔ لایف که این رمان را در میان ده کتاب محبوب رئیس‌جمهور وقت آمریکا، جان اف. کندی، معرفی کرده بود، آن را در توجه عمومی قرار داد. این رمان ابتدا به‌صورت خلاصه‌شده و در چند قسمت در روزنامهٔ دیلی اکسپرس منتشر شد و سپس در قالب داستان مصور به چاپ رسید. دومین قسمت از مجموعهٔ فیلم‌های جیمز باند با بازی شان کانری از روی همین رمان اقتباس شده است.

## پس‌زمینه و تاریخچه نگارش
ایان فلمینگ تا ژانویه ۱۹۵۶، چهار رمان درباره جیمز باند نوشته بود — کازینو رویال (۱۹۵۳)، زندگی کن و بگذار بمیرند (۱۹۵۴) و مون‌ریکر (۱۹۵۵). چهارمین اثرش با عنوان الماس‌ها ابدی‌اند هنوز در مرحله ویرایش و آماده‌سازی برای چاپ بود. در همان زمان بود که فلمینگ برای نگارش رمان از روسیه، با عشق به ملک خود در «گلدن‌آی»، واقع در کشور جامائیکا سفر کرد. او طبق روال معمول خود در نگارش پیش رفت و بعدها آن را در مجله بوکز اند بوکمن چنین شرح داد: «صبح‌ها حدود سه ساعت می‌نویسم... و عصرها بین ساعت شش تا هفت، یک ساعت دیگر. هیچ‌چیز را تصحیح نمی‌کنم و هیچ‌وقت برنمی‌گردم ببینم چه نوشته‌ام... با دنبال کردن فرمول من، روزانه حدود ۲ هزار واژه می‌نویسی». در ماه مارس، فلمینگ با نسخه پیش‌نویس ۲۲۸ صفحه‌ای به لندن بازگشت و آن را بیشتر از سایر آثارش بازنویسی کرد. یکی از مهم‌ترین بازنویسی‌های او، تغییر سرنوشت باند در پایان رمان بود. فلمینگ که از مجموعه‌اش دلسرد شده بود، در نامه‌ای به دوست آمریکایی‌اش، ریموند چندلر نوشت: «قهرمان من حال و روز خوبی ندارد... از باند خسته شده‌ام و مجبور کردنش به اجرای این ترفندهای مبتذل بسیار دشوار شده». در آوریل ۱۹۵۶، فلمینگ پایان رمانش را بازنویسی و صحنه مسمومیت باند به دست رُزا کلب را اضافه کرد تا در صورت تمایل بتواند مجموعه را با مرگ شخصیت اصلی به پایان ببرد.

تنفس برایش دشوار شده بود. باند آهی عمیق از سینه‌اش بیرون داد. فک‌هایش را به هم فشرد و چشم‌هایش را نیمه‌بسته نگه داشت؛ مثل کسی که می‌خواهد مستی‌اش را پنهان کند. چشم‌هایش را به زور باز کرد... حالا برای نفس کشیدن باید به خودش فشار می‌آورد. دوباره دستش را به طرف صورت سردش بالا برد. حس کرد که ماتیس به سمتش حرکت کرده. زانوهایش داشتند سست می‌شدند... به‌آرامی روی پاشنه چرخید و با سر روی زمین سرخ‌فام افتاد.

— جملات پایانی رمان از روسیه، با عشق
برخلاف پایان‌بندی رمان، نسخهٔ اولیه‌ٔ پیش‌نویس با عاشقانه‌ای میان جیمز باند و تاتیانا رومانوف به پایان می‌رسید. فلمینگ تا ژانویه ۱۹۵۷ تصمیم گرفت که روی رمان دکتر نو (۱۹۵۸) کار کند و داستانی بنویسد که در آن باند از مسمومیت نجات می‌یابد و برای مأموریتی به جامائیکا اعزام می‌شود.
رویدادهای سفر فلمینگ به استانبول در ژوئن ۱۹۵۵ — برای تهیه گزارش از یک کنفرانس اینترپل به نمایندگی از نشریه ساندی تایمز — بخش بزرگی از اطلاعات پس‌زمینهٔ داستان را شکل دادند. در جریان این سفر، فلمینگ با ناظم کالکاوان، مالک تحصیل‌کردهٔ کشتی آکسفورد، آشنا شد و از او برای خلق شخصیت دارکو کریم‌بیگ الهام گرفت‌. فلمینگ بسیاری از صحبت‌های کالکاوان را در دفتر یادداشت ثبت کرد و آنها را عیناً در رمانش به‌کار برد.
اگرچه ایان فلمینگ در رمان‌های خود به زمان دقیق رویدادها اشاره نمی‌کند، اما دو نویسنده با نام‌های جان گریسولد و هنری چنسلر، که هر دو برای انتشارات ایان فلمینگ پابلیکیشنز کتاب نوشته‌اند، زمان‌بندی متفاوتی را بر اساس اتفاقات و شرایط موجود در مجموعه رمان‌ها مشخص کرده‌اند. هنری چنسلر معتقد است که زمان وقوع داستان از روسیه، با عشق در سال ۱۹۵۵ بوده؛ در حالی که جان گریسولد آن را بین ماه‌های ژوئن تا اوت سال ۱۹۵۴ تخمین زده است. در متن رمان، ژنرال گروبوزابویشیکوب از سازمان اطلاعات شوروی به برخی از رویدادهای همزمان با داستان اشاره می‌کند؛ از جمله پاک‌سازی قومی در استانبول، بحران قبرس و نیز انقلاب مراکش که فرانسه را مجبور کرد در نوامبر سال ۱۹۵۵ به مراکش استقلال بدهد.
در اوت ۱۹۵۶، ایان فلمینگ با پرداخت پنجاه گینی، ریچارد چاپینگ را برای طراحی جلد رمان — بر اساس طرحی که خودش ارائه داده بود — استخدام کرد. نتیجهٔ این همکاری موفقیت‌آمیز بود و جوایز متعددی را برای آن به همراه داشت. پس از انتشار رمان الماس‌ها ابدی‌‌اند در مارس همان سال، فلمینگ نامه‌ای از یکی از طرفداران جیمز باند و متخصص اسلحه با نام جفری بوتروید دریافت کرد. در این نامه، بوتروید از انتخاب نوع اسلحه برای شخصیت باند انتقاد کرده بود.
مایلم یادآوری کنم که مردی با موقعیت جیمز باند هرگز نباید به استفاده از اسلحهٔ برتا ۲۵ فکر کند. این اسلحه بیشتر مخصوص بانوان است — آن هم نه بانویی بسیار نازنین! جسارتاً پیشنهاد می‌کنم که باند در عوض به یک کالیبر ۰٫۳۸ یا ۹ میلی‌متری مجهز شود؛ برای مثال، والتر پی‌پی‌کا ساخت آلمان؛ این گزینه بسیار مناسب‌تر است.
پیشنهادهای جفری بوتروید دیرتر از موعد به دست فلمینگ رسید و امکان ویرایش رمان از روسیه، با عشق فراهم نشد؛ با این حال، یکی از اسلحه‌ها — یک هفت‌تیر مدل اسمیت و وسون کالیبر ۳۸ با لوله کوتاه که یک‌سوم محافظ ماشه‌اش برداشته شده بود — به‌عنوان مدل برای طراحی جلد رمان در اختیار چاپینگ قرار گرفت. ایان فلمینگ بعدها برای قدردانی از بوتروید، شخصیت مسئول تجهیزات در رمان دکتر نو را «سرگرد بوتروید» نام نهاد.

## نگارش